# Dedos de dátiles
Dedos de dátiles es una novela del escritor iraquí Muhsin Al-Ramli, editada en Madrid en 2008 por la editorial El Tercer Nombre, y su edición en árabe Tamr al-asabi') en 2009 Beirut, por la Editorial Arab Scientific Publishers, y Argel, Ediciones El-Ikhtilef (coedición), finalista para competir en la tercera edición del premio literario más importante para la narrativa en árabe, el IPAF (International Prize for Arabic Fiction/ Booker) como una de las mejores 16 novelas árabes de 2010.

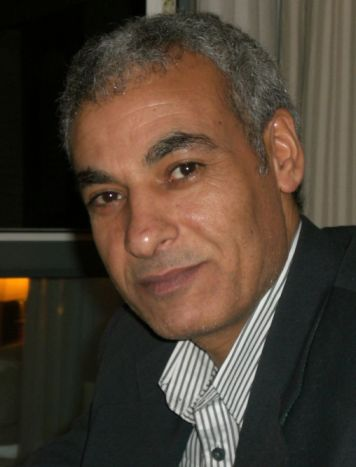
Muhsin Al-Ramli محسن الرملي

 Se trata de una novela sobre el tema del enfrentamiento entre Oriente y Occidente, sobre la emigración y la búsqueda del equilibrio entre las dos culturas: aquella del país de origen y la del país de acogida. Pero también es mucho más: es una novela sobre la dictadura y la guerra, la religión, el conflicto entre la modernidad y los valores tradicionales, sobre la misma naturaleza humana, más allá de cualquier filiación cultural. Una novela sobre el amor y el deseo de venganza, lo trágico y lo cómico que forman parte de la vida, sobre la dimensión individual y la historia colectiva.[cita requerida]

### Reseñas
Por Manuel Francisco Reina
Por Amir Valle 
Por Rafael Cabañas Alamán Archivado el 4 de marzo de 2016 en Wayback Machine.
Por Francisco Cenamor
Por Paloma Torres Pérez-solero
- Datos: Q3033793